# Aeryn Gillern

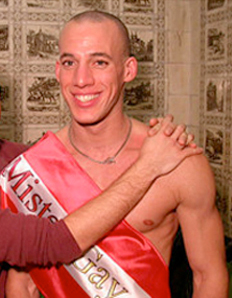
Aeryn Gillern als Mister Gay Austria 2006

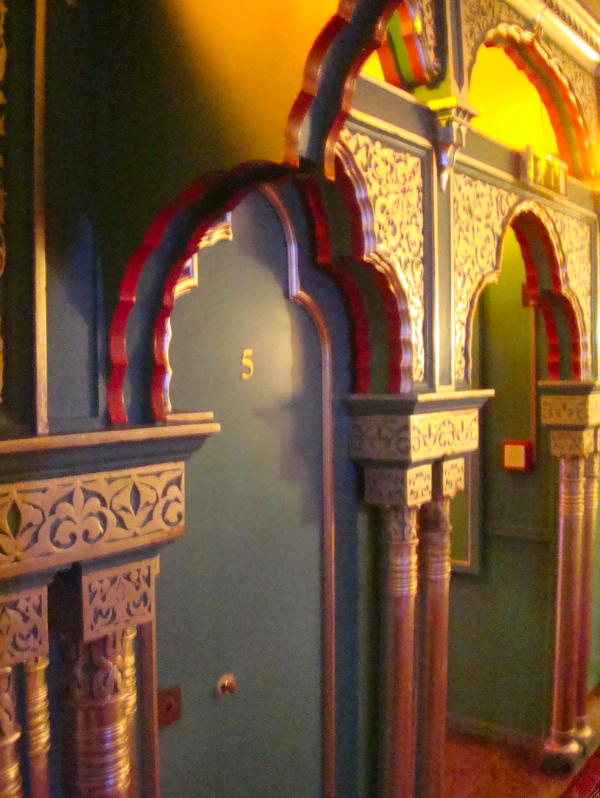
Aeryns „Privat“-Kabine im „Kaiserbründl“

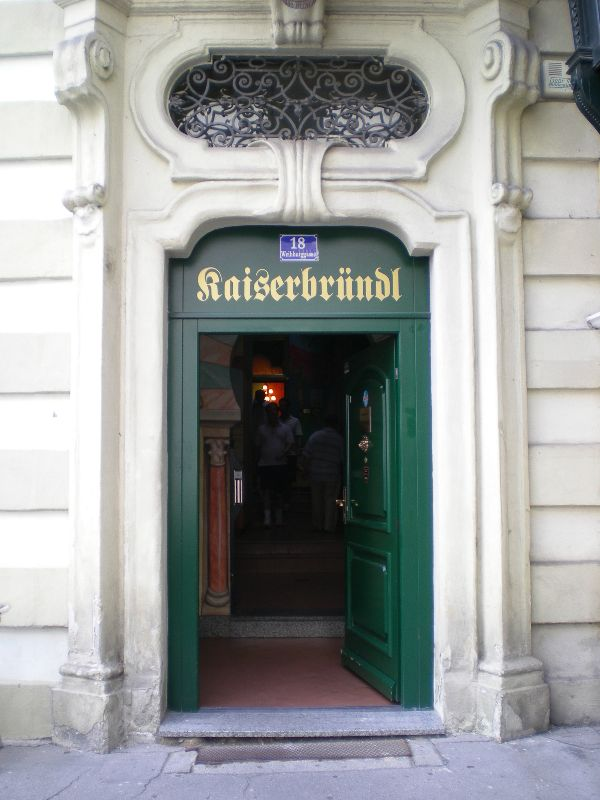
„Kaiserbründl“ – Letzter belegter Aufenthaltsort am 29. Oktober 2007

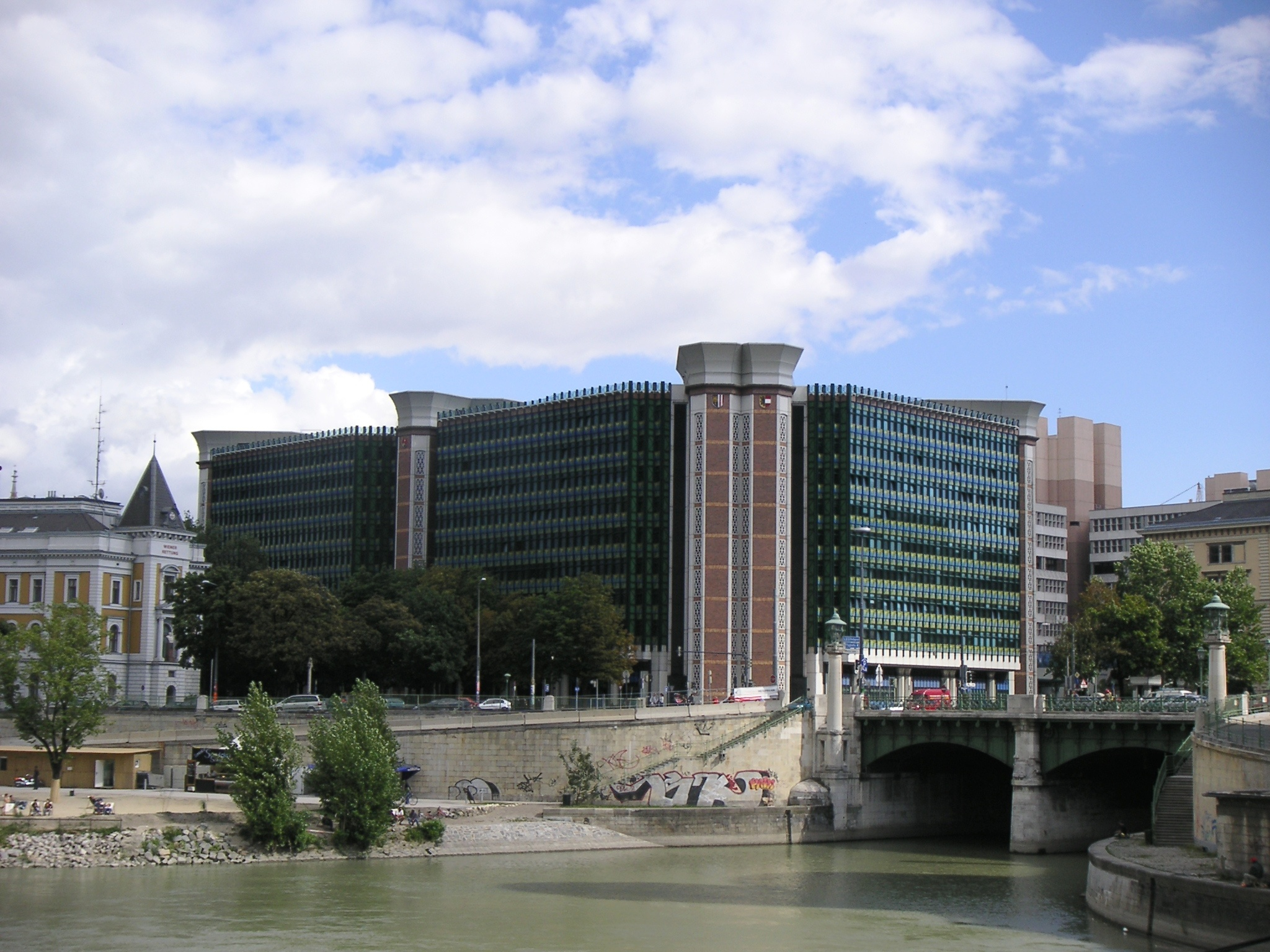
Mündung des Wienflusses in den Donaukanal hinter der Urania, hier angeblich Sichtung des Ertrinkenden durch einen Fischer

Aeryn Michael John Gillern (geb. 28. April 1973 in Elmira, New York) war bis zu seinem Verschwinden im Jahr 2007 UNIDO-Mitarbeiter. Er ist seit dem 29. Oktober 2007 vermisst.

## Biografie
Gillern ist der Sohn von Kathryn Gillerans (* 1952) und einem deutschen Vater. Im Juni 1991 absolvierte er die Groton High School in Groton, New York, und 1997 die Universität der Franziskaner in Steubenville (Ohio) in Theologie mit einem Bachelor of Arts. Von 1997 bis 1998 besuchte Gillern das Priesterseminar in Graz-Seckau (Österreich). 1999 erhielt Gillern den Master of Arts mit Auszeichnung in Theologie und Christian Ministry von der Universität der Franziskaner in Steubenville. 2003 wurde er von der Organisation der Vereinten Nationen für industrielle Entwicklung (UNIDO) in Wien (Österreich) als Forschungsassistent verpflichtet.
Am 16. November 2002 wurde er unter dem Pseudonym Michael Jackson als Mister Gay Austria und auch als Model für Bademode nominiert. 2006 wurde Gillern nochmals als Mister Gay Austria nominiert und war einer der Bewerber um den Mister Gay World in Palm Springs, Kalifornien. 2007 erwarb Gillern seinen zweiten Master-Abschluss in International Relations an der Webster University Vienna und wurde in den UNIDO-Betriebsrat gewählt.
Im September 2007 flog Gillern für zehn Tage nach Cortland (New York), um Mutter, Familie und die Verwandtschaft zu besuchen. Seine Mutter Kathryn Gilleran plante damals, ihr Haus zu verkaufen und vorübergehend nach Wien zu ziehen, wo sie mehrere Monate bei ihrem Sohn bleiben wollte, der am Handelskai, Ecke Mexikoplatz, wohnte.
Nach seiner Rückkehr aus Cortland telefonierte Gillern am 27. Oktober 2007 zum letzten Mal mit seiner Mutter.

## Ermittlungen und Theorien über das Verschwinden
Aeryn Michael John Gillern wurde am Montag, den 29. Oktober 2007 das letzte Mal lebend gesehen, als Gast in der Kaiserbründl-Sauna. Abends verließ er die Sauna unter dramatischen Umständen, nämlich unbekleidet und angeblich fluchtartig; seither fehlt von ihm jede Spur.
Am 31. Oktober 2007 erhielt Kathy Gillern einen Anruf von einem Wiener UNIDO-Mitarbeiter, dass Gillern seit zwei Tagen nicht an seinem Arbeitsplatz erschienen sei. Daraufhin flog sie am 1. November 2007 nach Wien, um ihn zu suchen. In Österreich war er in der Zwischenzeit von seinen Freunden bei der Polizei als vermisst gemeldet worden.
Seitens der österreichischen Polizei wurde vermutet, dass Gillern kurz nach Verlassen der Sauna durch Suizid starb. Er soll den Weg von der Weihburggasse, vorbei am Palais Coburg bis zum Schwedenplatz und der Urania laufend zurückgelegt und sich dort dann ins Wasser des Donaukanals gestürzt haben. Die Suche nach einer Leiche im Donaukanal wurde anscheinend rasch abgebrochen und blieb erfolglos.
Kathy Gillern, die nicht an einen Suizid ihres Sohnes glaubt, kritisierte nach ihrem Kontakt mit der Wiener Polizei diese als unprofessionell, roh und die Homosexualität ihres Sohnes verhöhnend. Die Abgeordneten Peter Pilz und Ulrike Lunacek von den Grünen brachten 2009 eine parlamentarische Anfrage an Innenministerin Maria Fekter (ÖVP) ein, die sich mit Details der Suche nach dem Verschwundenen und mit der angeblichen Schwulenfeindlichkeit der Beamten beschäftigte.
2014/2015 nahmen „Cold-Case“-Experten den Fall wieder auf. Eine zweitägige Tauchaktion im Donaukanal bei der Urania, wo verfangene Leichenteile unter den Buhnen vermutet wurden, brachte keine brauchbaren Hinweise.

## Filmdokumentationen
Über den Vermisstenfall Gillern wurde von den Filmemachern Gretchen und John Morning ein Dokumentarfilm gedreht, dessen wichtigste Informantin Gillerns Mutter Kathryn Gilleran ist. Kathryn Gilleran hält seit 2008 in der Wiener Weihburggasse vor den Portalen der Franziskanerkirche und des Kaiserbründls Mahnwachen am 29. Oktober ab für das taggenaue Verschwinden ihres Sohnes.
Am 6. Juli 2012 strahlte der ORF eine weitere Dokumentation über den Fall aus (Moderation: Peter Resetarits), die auch im Kanal 3sat wiederholt wurde. Darin kamen ein Vertreter der Wiener Polizei sowie eine Reihe von Gillerns Freunden und Mitarbeitern zu Wort, darunter auch jener Zeuge (ein deutscher Student), der angibt, gemeinsam mit seiner Freundin Gillern nackt am Stubentor auf dem Weg zur Dominikanerbastei gesehen zu haben.

## Jährliche Mahnwache
Von 2008 bis 2017 stand Kathryn Gilleran jährlich am 29. Oktober zwischen 18:45 und 20 Uhr zum Gedenken an das Verschwinden ihres Sohnes am rechten Seitenportal der Franziskanerkirche, das sich gegenüber dem Eingang des Kaiserbründls befindet. Sie suchte dort mit Passanten ins Gespräch zu kommen, um Zeugen für den Verbleib Aeryn Gillerns zu ermitteln.